# Anny Attema
Anny Attema (Rheden, 6 juni 1955) is een Nederlands PvdA-politicus en bestuurder.

## Biografie
Attema begon haar carrière in Vlaardingen waar ze in het bestuur zat van buurthuis De Haven. In 1990 werd ze daar gemeenteraadslid  en vanaf 1994 was ze PvdA-fractievoorzitter. In 2002 maakte Attema de overstap van gemeenteraadslid naar wethouder en vanaf 2004 was ze tevens eerste locoburgemeester. Na twee termijnen van vier jaar nam ze in mei 2010 afscheid als wethouder van Vlaardingen. Bij haar afscheid als wethouder werd bekendgemaakt dat een vlinder die leeft in de Baliemvallei in het binnenland van Nieuw-Guinea naar haar vernoemd is, de Hyalaethea attemae.
Per 1 oktober 2010 werd Attema benoemd tot burgemeester van Ridderkerk. In januari 2022 werd bekend dat ze geen derde termijn als burgemeester van Ridderkerk ambieerde en daarmee per 1 oktober 2022 zou stoppen. In april van dat jaar werd bekend dat Attema vanaf 1 oktober van dat jaar tot medio 2023 aan zou blijven als waarnemend burgemeester in Ridderkerk totdat er een opvolger zou zijn. Op 29 september van dat jaar werd zij hiervoor beëdigd. Op 15 mei 2023 is zij opgevolgd door Marco Oosterwijk (SGP).
Attema is weduwe en heeft drie kinderen.